# Fixpunktsatz für ganze Funktionen
Der Fixpunktsatz für ganze Funktionen ist ein Lehrsatz der Komplexen Analysis, welcher auf eine Arbeit des französischen Mathematikers Pierre Fatou aus dem Jahr 1926 zurückgeht. Er wurde von dem amerikanischen Mathematiker Paul C. Rosenbloom im Jahr 1948 wiederentdeckt und in der Folge weiter verallgemeinert.
Der Satz ergibt sich als Folgerung aus dem Kleinen Satz von Picard.

## Formulierung des Satzes
„Für eine ganze Funktion {\displaystyle f\colon \,\mathbb {C} \to \mathbb {C} } hat die verkettete Funktion   {\displaystyle {f\circ f}\colon \,\mathbb {C} \to \mathbb {C} }   stets einen Fixpunkt, es sei denn,   {\displaystyle f}   ist eine Translation   {\displaystyle z\mapsto f(z)=z+z_{0}}   mit   {\displaystyle z_{0}\in \mathbb {C} \setminus \{0\}}.“

## Abgrenzung
Hingegen brauchen ganze Funktionen {\displaystyle f\colon \,\mathbb {C} \to \mathbb {C} }   selbst keine Fixpunkte zu besitzen. Ein einfaches Beispiel hierfür liefert die Funktion {\displaystyle z\mapsto f(z)={z+\exp(z)}}, welche sicher „fixpunktfrei“ ist, da nämlich die komplexe Exponentialfunktion {\displaystyle \exp } keine Nullstellen hat.

## Weblink
- Link zu dem weiterführenden Artikel von Bargmann und Bergweiler (PDF; 180 kB)